# Slobozia Ciorăști
Slobozia Ciorăşti é uma comuna romena localizada no distrito de Vrancea, na região de Moldávia. A comuna possui uma área de 78.11 km² e sua população era de 2056 habitantes segundo o censo de 2007.